# 아픽사반
아픽사반(Apixaban)은 엘리퀴스(Eliquis) 등의 상품명으로 판매되는 항응고제로, Xa인자를 직접 억제하여 작용하는 직접 X인자 억제제에 속한다. 혈전 형성을 예방 및 치료하고, 비판막성 심방세동 환자에서 뇌졸중과 전신 색전증 등을 예방하기 위해 쓰인다. 또한 고관절 치환술이나 슬관절 치환술을 받은 환자, 혹은 혈전 형성 과거력이 있는 환자에서 혈전 형성을 막기 위해서도 사용한다. 와파린의 대안으로 이용하며, 와파린과 달리 혈액 검사로 정기 모니터링하거나 식이 제한이 필요하지 않다는 장점이 있다. 경구 투여 약제이다.
흔한 부작용은 출혈과 구역질이다. 척수혈종과 알레르기 반응도 나타날 수 있다. 임신 또는 수유 중 사용은 권고되지 않는다. 경증 콩팥 질환이 있는 환자에서 사용은 비교적 안전하다고 여겨진다. 와파린과 비교해서 약물 상호작용이 적은 편이다.
2007년, 화이자와 브리스톨 마이어스 스퀴브가 아픽사반을 항응고제 목적으로 공동 개발하기 시작했다. 유럽연합에서는 2011년 5월, 미국에서는 2012년 12월 아픽사반 사용을 승인했다. 현재 WHO 필수 의약품 목록에 등재되어 있다. 2021년 기준, 한 해 동안 1,700만 건 이상 처방되어 미국에서 33번째로 많이 처방된 약제에 등극했다. 복제약으로 이용 가능하지만, 미국에서는 불가능하다.

## 의학적 사용
FDA에서는 아픽사반의 적응증을 다음과 같이 명시하고 있다.
- 비판막성 심방세동 환자의 뇌졸중 및 색전증 위험 감소
- 심부정맥혈전증(DVT) 예방. DVT는 고관절이나 슬관절 치환술을 받은 환자들에서 폐색전증(PE)으로 이어질 위험이 있다.
- DVT와 PE 양쪽 모두를 예방.
- 초기 치료 후 DVT와 PE의 재발 예방

EU에서는 고관절 또는 슬관절 치환술을 받은 성인의 정맥혈전색전증 발생 예방, 비판막성 심방세동이 있으며 위험 인자가 1개 이상인 성인의 뇌졸중 및 전신 색전증 예방, 성인의 DVT와 PE 재발 예방을 아픽사반의 적응증으로 하고 있다.

### 심방세동
영국 국립 보건 및 진료품질원(NICE)에서 규정하는 비판막성 심방세동 환자의 뇌졸중 및 전신 색전증 예방 시 '위험 인자'는 다음과 같다.
- 이전 뇌졸중 또는 일과성허혈발작(TIA)
- 75세 이상
- 당뇨병
- 유증상 심부전

아픽사반과 기타 항응고제(다비가트란, 에독사반, 리바록사반)은 심방세동 환자의 비출혈성 뇌졸중 예방에 있어 와파린과 동등한 효과를 보이며, 두개내 출혈 부작용 발생 가능성은 와파린보다 낮다고 보고되었다.
아픽사반은 콩팥 기능이 심각하게 떨어졌거나 혈액투석을 받는 환자에서 사용할 수도 있으나, 이 환자군에서 제대로 연구가 아직 이루어지지 않았다.

## 부작용
아픽사반은 심각하며 잠정적으로 생명을 위협할 수준의 출혈 위험을 올린다. 지혈 과정에 영향을 미치는 다른 약제와 동시에 사용할 시 이 위험이 더욱 증가할 수 있다. 다른 항응고제, 헤파린, 아스피린, 항혈소판제, 선택적 세로토닌 재흡수 억제제(SSRI), 세로토닌 노르에피네프린 재흡수 억제제(SNRI), 비스테로이드 항염증제(NSAIDs) 등이 여기 해당한다.
FDA에서 아픽사반을 투여받던 환자에서 조절되지 않고 생명을 위협하는 출혈이 발생했을 때 쓸 수 있는 아픽사반의 해독제로서 안덱사네트 알파를 사용 승인했다.

### 척수천자
척수 마취나 요추천자 후, 항혈전제 치료를 받는 환자는 혈종 발생 위험이 높아진다. 혈종으로 인해 장기간의, 혹은 영구적인 마비가 올 수 있다. 수술을 받거나 지혈에 영향을 미치는 약제 병용 후 경막외 또는 척수강내 카테터 사용 시 혈종 발생 위험이 더욱 올라갈 수 있다.

## 작용 기전
아픽사반은 유리 및 혈전에 결합한 Xa인자를 가역적/매우 선택적으로 직접 억제한다. Xa인자는 프로트롬빈을 트롬빈으로 변환하는 과정을 촉매한다. 트롬빈은 응고 연쇄반응의 마지막 효소로, 피브린 딱지가 만들어지는 과정에 필요하다. 아픽사반은 혈소판 응집에 직접 영향을 끼치지는 않지만, Xa인자를 억제하면서 트롬빈이 일으키는 혈전 형성을 간접적으로 막는다.